# Poul Seidenfaden
Poul Seidenfaden (født 23. januar 1915 i Præstø, død 13. december 1944 i KZ Neuengamme) var en dansk ingeniør og modstandsmand.
Seidenfaden var søn af kommunelærer Erik Seidenfaden (1883-1931) og Elna, født Wille (1884-1964). Han blev student 1934 fra Sct. Jørgens Gymnasium, cand. polyt. 1941. Som ansat på radiofabrikken Allways i København, tilegnede han sig under tjenesterejser til Tyskland, vigtige tegninger og laboratorieresultater, som han lod gå videre til England. Han blev også britisk SOE agent. Han flyttede så til Kolding, og distribuerede det illegale blad Budstikken for Kolding og omegn, med det formål at vende stemningen i befolkningen fra passivitet til en aktiv modstand mod besættelsesmagten og regeringens samarbejdspolitik. 
Den 1. juli 1944 blev han arresteret og overført til Venstre Fængsel, København. Den 6. september blev han flyttet til Frøslevlejren og den 15. september deporteret til KZ Neuengamme (häftlingsnummer: 50539) hvor han døde den 13. december 1944. Han er hædret i Mindelunden i Ryvangen. Der er en mindeplade i Sct. Jørgens Gymnasium og i Ingeniørforeningen, København. Han er også nævnt i Klokkestablen på Skamlingsbanken. 